# Système U (equip ciclista)
L'equip Système U, conegut posteriorment com a Super U, va ser un equip ciclista francès que competí professionalment entre el 1986 i 1989.
Amb la desaparició de l'equip Renault, el seu director esportiu Cyrille Guimard, va crear aquesta nova estructura. L'equip va aconseguir guanyar etapes en les 3 grans voltes i la victòria final al Giro d'Itàlia de 1989 amb Laurent Fignon.
Va desaparèixer el 1989, sent succeït pel Castorama.

## Principals resultats
- GP Ouest France-Plouay: Martial Gayant (1986)
- Fletxa Valona: Laurent Fignon (1986)
- Volta a Llombardia: Charly Mottet (1988)
- Milà-Sanremo: Laurent Fignon (1988, 1989)

### A les grans voltes
- Volta a Espanya
  - 2 participacions (1986, 1987)
  - 5 victòries d'etapa:
    - 4 a la 1986: Thierry Marie, Charly Mottet (2), Alain Bondue
    - 1 a la 1987: Laurent Fignon

  - 1 classificacions secundàries:
    - Classificació de la combinada: Laurent Fignon (1987)

- Tour de França
  - 4 participacions (1986, 1987, 1988, 1989)
  - 9 victòries d'etapa:
    - 2 el 1986: Thierry Marie, CRE
    - 3 el 1987: Christophe Lavainne, Martial Gayant, Laurent Fignon
    - 1 el 1988: Thierry Marie
    - 3 el 1989: CRE, Vincent Barteau, Laurent Fignon

  - 0 victòries finals:
  - 1 classificacions secundàries:
    - Classificació per equips: (1987) (1986)

- Giro d'Itàlia
  - 1 participacions (1989)
  - 2 victòria d'etapa:
    - 2 el 1989: Laurent Fignon, Bjarne Riis

  - 1 victòria final: Laurent Fignon (1989)

## Composició de l'equip
| \| Llista de l'equip 1986 \| Llista de l'equip 1986 \| Llista de l'equip 1986 \| Llista de l'equip 1986 \| \| Ciclista \| Data de naixement \| Equip previ \| \| \| ---------------------- \| ---------------------- \| ------------------------------- \| ---------------------- \| \| Laurent Biondi \| 19 de juliol de 1959 \| \| \| \| Alain Bondue \| 8 de abril de 1959 \| La Redoute-Cycles MBK (1985) \| \| \| Éric Boyer \| 2 de desembre de 1963 \| Renault-Elf (1985) \| \| \| Laurent Fignon \| 12 de agost de 1960 \| Renault-Elf (1985) \| \| \| Dominique Gaigne \| 3 de juliol de 1961 \| \| \| \| Bernard Gavillet \| 6 de març de 1960 \| Cilo-Aufina-Gemeaz Cusin (1986) \| \| \| Martial Gayant \| 16 de novembre de 1962 \| Renault-Elf (1985) \| \| \| Rolf Hofeditz \| 31 de agost de 1962 \| \| \| \| Christophe Lavainne \| 22 de desembre de 1963 \| \| \| \| Dominique Lecrocq \| 7 de juliol de 1963 \| \| \| \| Søren Lilholt \| 22 de setembre de 1965 \| AC Boulogne-Billancourt (1985) \| \| \| Yvon Madiot \| 21 de juny de 1962 \| \| \| \| Jean-Marc Manfrin \| 4 de març de 1963 \| \| \| \| Thierry Marie \| 25 de juny de 1963 \| Renault-Elf (1985) \| \| \| Charly Mottet \| 16 de desembre de 1962 \| Renault-Elf (1985) \| \| \| Pascal Robert \| 22 de octubre de 1963 \| \| \| \| Denis Roux \| 5 de novembre de 1961 \| Renault-Elf (1985) \| \| \| Jonas Tegström \| 1 de gener de 1965 \| \| \| \| \| \| \| \| \| Font: Cycling Archives \| \| \| \|Nota: Laurent Biondi |                        |                                 |  |
| Llista de l'equip 1986 |                        |                                 |  |
| Ciclista | Data de naixement      | Equip previ                     |  |
| Laurent Biondi | 19 de juliol de 1959   |                                 |  |
| Alain Bondue | 8 de abril de 1959     | La Redoute-Cycles MBK (1985)    |  |
| Éric Boyer | 2 de desembre de 1963  | Renault-Elf (1985)              |  |
| Laurent Fignon | 12 de agost de 1960    | Renault-Elf (1985)              |  |
| Dominique Gaigne | 3 de juliol de 1961    |                                 |  |
| Bernard Gavillet | 6 de març de 1960      | Cilo-Aufina-Gemeaz Cusin (1986) |  |
| Martial Gayant | 16 de novembre de 1962 | Renault-Elf (1985)              |  |
| Rolf Hofeditz | 31 de agost de 1962    |                                 |  |
| Christophe Lavainne | 22 de desembre de 1963 |                                 |  |
| Dominique Lecrocq | 7 de juliol de 1963    |                                 |  |
| Søren Lilholt | 22 de setembre de 1965 | AC Boulogne-Billancourt (1985)  |  |
| Yvon Madiot | 21 de juny de 1962     |                                 |  |
| Jean-Marc Manfrin | 4 de març de 1963      |                                 |  |
| Thierry Marie | 25 de juny de 1963     | Renault-Elf (1985)              |  |
| Charly Mottet | 16 de desembre de 1962 | Renault-Elf (1985)              |  |
| Pascal Robert | 22 de octubre de 1963  |                                 |  |
| Denis Roux | 5 de novembre de 1961  | Renault-Elf (1985)              |  |
| Jonas Tegström | 1 de gener de 1965     |                                 |  |
| |                        |                                 |  |
| Font: Cycling Archives |                        |                                 |  |

| \| Llista de l'equip 1987 \| Llista de l'equip 1987 \| Llista de l'equip 1987 \| Llista de l'equip 1987 \| \| Ciclista \| Data de naixement \| Equip previ \| \| \| ----------------------------------- \| ---------------------- \| ------------------------------- \| ---------------------- \| \| Laurent Biondi \| 19 de juliol de 1959 \| \| \| \| Alain Bondue \| 8 de abril de 1959 \| La Redoute-Cycles MBK (1985) \| \| \| Éric Boyer \| 2 de desembre de 1963 \| Renault-Elf (1985) \| \| \| Philippe Boyer (1 de ago–31 de des) \| 30 de març de 1956 \| \| \| \| Laurent Fignon \| 12 de agost de 1960 \| Renault-Elf (1985) \| \| \| Bernard Gavillet \| 6 de març de 1960 \| Cilo-Aufina-Gemeaz Cusin (1986) \| \| \| Martial Gayant \| 16 de novembre de 1962 \| Renault-Elf (1985) \| \| \| Éric Guyot \| 10 de març de 1962 \| \| \| \| Christophe Lavainne \| 22 de desembre de 1963 \| \| \| \| Søren Lilholt \| 22 de setembre de 1965 \| AC Boulogne-Billancourt (1985) \| \| \| Marc Madiot \| 16 de abril de 1959 \| Renault-Elf (1985) \| \| \| Yvon Madiot \| 21 de juny de 1962 \| \| \| \| Jean-Marc Manfrin \| 4 de març de 1963 \| \| \| \| Thierry Marie \| 25 de juny de 1963 \| Renault-Elf (1985) \| \| \| Charly Mottet \| 16 de desembre de 1962 \| Renault-Elf (1985) \| \| \| Joël Pelier \| 23 de març de 1962 \| Skil-Sem-Kas-Miko (1985) \| \| \| Pascal Poisson \| 29 de juny de 1958 \| Renault-Elf (1985) \| \| \| Gérard Rué \| 7 de maig de 1965 \| \| \| \| Jonas Tegström \| 1 de gener de 1965 \| \| \| \| \| \| \| \| \| Font: Cycling Archives \| \| \| \|Nota: Laurent Biondi |                        |                                 |  |
| Llista de l'equip 1987 |                        |                                 |  |
| Ciclista | Data de naixement      | Equip previ                     |  |
| Laurent Biondi | 19 de juliol de 1959   |                                 |  |
| Alain Bondue | 8 de abril de 1959     | La Redoute-Cycles MBK (1985)    |  |
| Éric Boyer | 2 de desembre de 1963  | Renault-Elf (1985)              |  |
| Philippe Boyer (1 de ago–31 de des) | 30 de març de 1956     |                                 |  |
| Laurent Fignon | 12 de agost de 1960    | Renault-Elf (1985)              |  |
| Bernard Gavillet | 6 de març de 1960      | Cilo-Aufina-Gemeaz Cusin (1986) |  |
| Martial Gayant | 16 de novembre de 1962 | Renault-Elf (1985)              |  |
| Éric Guyot | 10 de març de 1962     |                                 |  |
| Christophe Lavainne | 22 de desembre de 1963 |                                 |  |
| Søren Lilholt | 22 de setembre de 1965 | AC Boulogne-Billancourt (1985)  |  |
| Marc Madiot | 16 de abril de 1959    | Renault-Elf (1985)              |  |
| Yvon Madiot | 21 de juny de 1962     |                                 |  |
| Jean-Marc Manfrin | 4 de març de 1963      |                                 |  |
| Thierry Marie | 25 de juny de 1963     | Renault-Elf (1985)              |  |
| Charly Mottet | 16 de desembre de 1962 | Renault-Elf (1985)              |  |
| Joël Pelier | 23 de març de 1962     | Skil-Sem-Kas-Miko (1985)        |  |
| Pascal Poisson | 29 de juny de 1958     | Renault-Elf (1985)              |  |
| Gérard Rué | 7 de maig de 1965      |                                 |  |
| Jonas Tegström | 1 de gener de 1965     |                                 |  |
| |                        |                                 |  |
| Font: Cycling Archives |                        |                                 |  |

| \| Llista de l'equip 1988 \| Llista de l'equip 1988 \| Llista de l'equip 1988 \| Llista de l'equip 1988 \| \| Ciclista \| Data de naixement \| Equip previ \| \| \| ---------------------- \| ---------------------- \| ------------------------ \| ---------------------- \| \| Wayne Bennington \| 26 de octubre de 1964 \| \| \| \| Éric Boyer \| 2 de desembre de 1963 \| Renault-Elf (1985) \| \| \| Philippe Boyer \| 30 de març de 1956 \| \| \| \| Jacques Decrion \| 18 de novembre de 1961 \| Kas (1987) \| \| \| Pascal Dubois \| 27 de octubre de 1962 \| \| \| \| Laurent Fignon \| 12 de agost de 1960 \| Renault-Elf (1985) \| \| \| Dominique Garde \| 18 de març de 1959 \| Kas (1986) \| \| \| Jean-Claude Garde \| 12 de setembre de 1960 \| \| \| \| Éric Guyot \| 10 de març de 1962 \| \| \| \| Christophe Lavainne \| 22 de desembre de 1963 \| \| \| \| Thierry Marie \| 25 de juny de 1963 \| Renault-Elf (1985) \| \| \| Laurent Masson \| 2 de març de 1964 \| \| \| \| Charly Mottet \| 16 de desembre de 1962 \| Renault-Elf (1985) \| \| \| Jean-Louis Peillon \| 20 de juliol de 1961 \| \| \| \| Joël Pelier \| 23 de març de 1962 \| Skil-Sem-Kas-Miko (1985) \| \| \| Gérard Rué \| 7 de maig de 1965 \| \| \| \| Pascal Simon \| 27 de setembre de 1956 \| Z-Peugeot (1987) \| \| \| \| \| \| \| \| Font: Cycling Archives \| \| \| \| |                        |                          |  |
| Llista de l'equip 1988 |                        |                          |  |
| Ciclista | Data de naixement      | Equip previ              |  |
| Wayne Bennington | 26 de octubre de 1964  |                          |  |
| Éric Boyer | 2 de desembre de 1963  | Renault-Elf (1985)       |  |
| Philippe Boyer | 30 de març de 1956     |                          |  |
| Jacques Decrion | 18 de novembre de 1961 | Kas (1987)               |  |
| Pascal Dubois | 27 de octubre de 1962  |                          |  |
| Laurent Fignon | 12 de agost de 1960    | Renault-Elf (1985)       |  |
| Dominique Garde | 18 de març de 1959     | Kas (1986)               |  |
| Jean-Claude Garde | 12 de setembre de 1960 |                          |  |
| Éric Guyot | 10 de març de 1962     |                          |  |
| Christophe Lavainne | 22 de desembre de 1963 |                          |  |
| Thierry Marie | 25 de juny de 1963     | Renault-Elf (1985)       |  |
| Laurent Masson | 2 de març de 1964      |                          |  |
| Charly Mottet | 16 de desembre de 1962 | Renault-Elf (1985)       |  |
| Jean-Louis Peillon | 20 de juliol de 1961   |                          |  |
| Joël Pelier | 23 de març de 1962     | Skil-Sem-Kas-Miko (1985) |  |
| Gérard Rué | 7 de maig de 1965      |                          |  |
| Pascal Simon | 27 de setembre de 1956 | Z-Peugeot (1987)         |  |
| |                        |                          |  |
| Font: Cycling Archives |                        |                          |  |

| \| Llista de l'equip 1989 \| Llista de l'equip 1989 \| Llista de l'equip 1989 \| Llista de l'equip 1989 \| \| Ciclista \| Data de naixement \| Equip previ \| \| \| ----------------------------------- \| ---------------------- \| ------------------------------------ \| ---------------------- \| \| Vincent Barteau \| 18 de març de 1962 \| \| \| \| Wayne Bennington \| 26 de octubre de 1964 \| \| \| \| Yves Bonnamour \| 16 de juliol de 1961 \| \| \| \| Jacques Decrion \| 18 de novembre de 1961 \| Kas (1987) \| \| \| Pascal Dubois \| 27 de octubre de 1962 \| \| \| \| Jacky Durand \| 10 de febrer de 1967 \| \| \| \| Laurent Fignon \| 12 de agost de 1960 \| Renault-Elf (1985) \| \| \| Dominique Garde \| 18 de març de 1959 \| Kas (1986) \| \| \| Jean-Claude Garde \| 12 de setembre de 1960 \| \| \| \| Heinz Imboden \| 4 de gener de 1962 \| Panasonic-Isostar-Colnago-Agu (1988) \| \| \| Christophe Lavainne \| 22 de desembre de 1963 \| \| \| \| Yvon Ledanois (1 de set–31 de des) \| 5 de juliol de 1969 \| \| \| \| Thierry Marie \| 25 de juny de 1963 \| Renault-Elf (1985) \| \| \| Laurent Masson (1 de gen–28 de feb) \| 2 de març de 1964 \| \| \| \| Frédéric Moncassin \| 26 de setembre de 1968 \| \| \| \| Jean-Louis Peillon \| 20 de juliol de 1961 \| \| \| \| Bjarne Riis \| 3 de abril de 1964 \| Toshiba-Look (1988) \| \| \| Gérard Rué \| 7 de maig de 1965 \| \| \| \| Éric Salomon \| 23 de maig de 1962 \| \| \| \| Claude Séguy \| 14 de agost de 1961 \| \| \| \| Pascal Simon \| 27 de setembre de 1956 \| Z-Peugeot (1987) \| \| \| Bruno Wojtinek \| 6 de març de 1963 \| Renault-Elf (1985) \| \| \| \| \| \| \| \| Font: Cycling Archives \| \| \| \|Nota: Vincent Barteau |                        |                                      |  |
| Llista de l'equip 1989 |                        |                                      |  |
| Ciclista | Data de naixement      | Equip previ                          |  |
| Vincent Barteau | 18 de març de 1962     |                                      |  |
| Wayne Bennington | 26 de octubre de 1964  |                                      |  |
| Yves Bonnamour | 16 de juliol de 1961   |                                      |  |
| Jacques Decrion | 18 de novembre de 1961 | Kas (1987)                           |  |
| Pascal Dubois | 27 de octubre de 1962  |                                      |  |
| Jacky Durand | 10 de febrer de 1967   |                                      |  |
| Laurent Fignon | 12 de agost de 1960    | Renault-Elf (1985)                   |  |
| Dominique Garde | 18 de març de 1959     | Kas (1986)                           |  |
| Jean-Claude Garde | 12 de setembre de 1960 |                                      |  |
| Heinz Imboden | 4 de gener de 1962     | Panasonic-Isostar-Colnago-Agu (1988) |  |
| Christophe Lavainne | 22 de desembre de 1963 |                                      |  |
| Yvon Ledanois (1 de set–31 de des) | 5 de juliol de 1969    |                                      |  |
| Thierry Marie | 25 de juny de 1963     | Renault-Elf (1985)                   |  |
| Laurent Masson (1 de gen–28 de feb) | 2 de març de 1964      |                                      |  |
| Frédéric Moncassin | 26 de setembre de 1968 |                                      |  |
| Jean-Louis Peillon | 20 de juliol de 1961   |                                      |  |
| Bjarne Riis | 3 de abril de 1964     | Toshiba-Look (1988)                  |  |
| Gérard Rué | 7 de maig de 1965      |                                      |  |
| Éric Salomon | 23 de maig de 1962     |                                      |  |
| Claude Séguy | 14 de agost de 1961    |                                      |  |
| Pascal Simon | 27 de setembre de 1956 | Z-Peugeot (1987)                     |  |
| Bruno Wojtinek | 6 de març de 1963      | Renault-Elf (1985)                   |  |
| |                        |                                      |  |
| Font: Cycling Archives |                        |                                      |  |